# Special Olympics Burundi
Special Olympics Burundi (englisch: Special Olympics Burundi) ist der burundische Verband von Special Olympics International, der weltweit größten Sportbewegung für Menschen mit geistiger Beeinträchtigung und Mehrfachbeeinträchtigung. Ziel ist die sportliche Förderung dieser Personengruppe und die Sensibilisierung der Gesellschaft für sie. Außerdem betreut der Verband die burundischen Athletinnen und Athleten bei den Special Olympics Wettbewerben.

## Geschichte
Special Olympics Burundi wurde 2018 mit Sitz in Bujumbura gegründet.

## Aktivitäten
2018 waren 34 Athletinnen, Athleten und Unified Partner sowie 38 Trainer bei Special Olympics Burundi registriert.
Der Verband nahm 2019 an den Programmen Healthy Athletes, Young Athletes und Family Support Network teil, die von Special Olympics International ins Leben gerufen worden waren.

### Sportarten
Folgende Sportarten wurden 2019 vom Verband angeboten: 
- Basketball (Special Olympics)
- Fußball (Special Olympics)
- Leichtathletik (Special Olympics)

### Teilnahme an Weltspielen vor 2020
2019 Special Olympics, World Summer Games, Abu Dhabi (4 Athletinnen und Athleten)

### Teilnahme an den Special Olympics World Summer Games 2023 in Berlin
Special Olympics Burundi nahm an den Special Olympics World Summer Games 2023 teil. Die Delegation wurde vor den Spielen im Rahmen des Host Town Program von Meschede betreut und bestand aus 8 Personen.